# De Graal (vrouwenbeweging)
De Graal is een internationale katholieke vrouwenbeweging die in 1928 in Nederland gelanceerd werd door Jac. van Ginneken S.J. De beweging richt zich in internationaal verband op vrouwenbevrijding en de bevordering van sociale verandering, solidariteit en duurzaamheid.

## Visie
Graalvrouwen houden zich, behalve met een spirituele zoektocht, bezig met sociale transformatie, wereldwijde solidariteit, ecologische duurzaamheid en het vrijmaken van de creatieve energie van vrouwen over de hele wereld. Zij zijn verbonden in actie, solidariteit en geloof; werken in 20 landen, individueel of als Graalgroep, terwijl zij regionaal, nationaal en internationaal contact houden.
De Graal voelt zich aangesproken door spirituele waarden die vertellen over een wereld waarin vrede en rechtvaardigheid heersen en de aarde wordt vernieuwd doordat vrouwen samenwerken aan het bevorderen van verandering.  

## Ontwikkelingen in Nederland

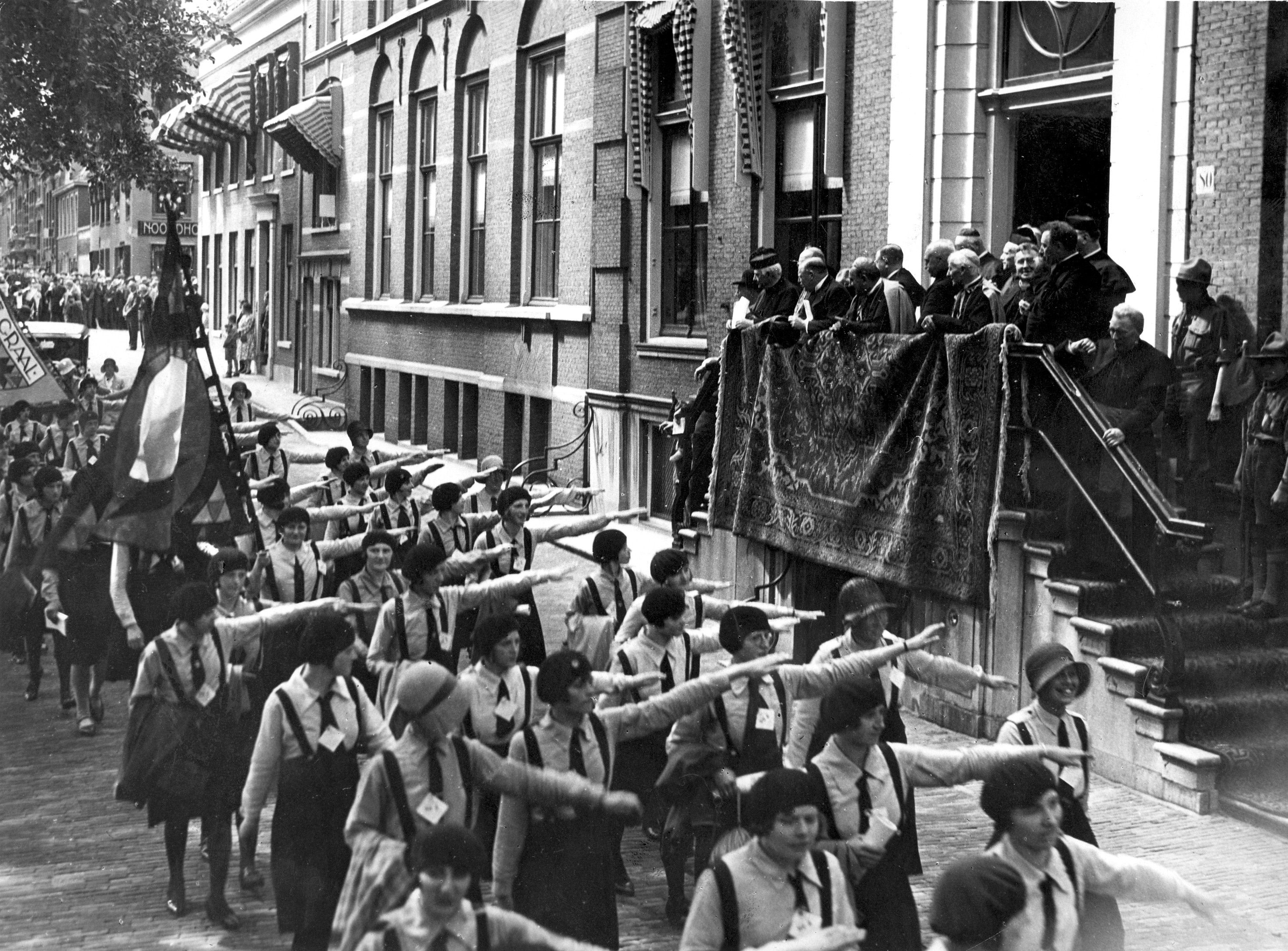
Jonge meisjes, leden van de Graalbeweging, groeten de bisschop van Haarlem. De Graalleden, in uniform, brengen tijdens hun defilé de Romeinse groet aan hun bisschop

De Graal is in 1928 voortgekomen uit de Vrouwen van Nazareth, een groep rooms-Katholieke leken die sinds 1921 actief was. Oprichter en grote inspirator was Jac. van Ginneken s.j. die de training van het in kleurrijke uniformen gestoken vrouwelijk kader op zich nam. Het doel van de beweging was om te voorzien in de grote behoefte aan vorming van de katholieke vrouwelijke jeugd die werd gesignaleerd door de bisschop van Haarlem prof. Johannes Aengenent. In de jaren van grote bloei waren er ongeveer 10.000 jonge vrouwen en meisjes bij betrokken en werden er met moderne middelen grootschalige religieuze spelen opgevoerd, o.a. in het Stadion van Amsterdam maar ook in de Albert Hall in Londen, in Berlijn en Dublin. 
In 1931 werd het centrum De Tiltenberg te Vogelenzang in gebruik genomen voor training en vorming van Nederlandse en buitenlandse leden. Tijdens de Tweede Wereldoorlog ging de beweging ondergronds en werd het gebouw in beslag genomen door de bezetter. Daarna waren er nieuwe noden ontstaan waarop de leden aansloten, zoals het opvangen van moeders die door de oorlog waren uitgeput. 
In Ubbergen werd een missieschool opgericht om jonge lekenvrouwen met een beroepsopleiding voor te bereiden op werk in ontwikkelingslanden. Zij werden vervolgens uitgezonden naar Indonesië, Suriname, Brazilië, Zaïre, Burundi, Oeganda, Tanzania, Ghana, Nigeria en Kenia.
In Voorburg werd de leiding van het ziekenhuis Vronestein overgenomen en de verpleegstersopleiding vernieuwd, later gevolgd door een kraamopleiding. 
Vanaf de jaren zestig en het Tweede Vaticaans Concilie kregen de leden meer individuele keuzevrijheid en kwam er meer openheid voor dialoog met andere religies. Zo hebben de zenprogramma's, georganiseerd door Mimi Maréchal, vanaf de jaren zeventig veel deelnemers naar De Tiltenberg getrokken, maar ook programma's over vrouwenspiritualiteit kregen er een vaste plaats naast de christelijke programma's.  
In 2006 nam de Graalbeweging een kleiner gebouw in gebruik in het hartje van de stad Utrecht.
Het archief van Vrouwenbeweging De Graal Nederland wordt beheerd door het Katholiek Documentatie Centrum Nijmegen

## Internationale ontwikkelingen
Er zijn nu Graalgroepen in de Europese landen Duitsland, Italië, Portugal en Zweden. Buiten Europa in Australië, Papoea Nieuw-Guinea, de Filipijnen, de Verenigde Staten, Canada, Brazilië, Mexico, Kenia, Mozambique, Tanzania, Oeganda, Zuid-Afrika. In elk van deze landen wordt het werk aangepast aan de behoefte en de mogelijkheden van de leden ter plaatse. Mensenrechten, vrouwenemancipatie, onderwijs, gezondheidszorg, het behoud van de aarde en religieuze vorming zijn belangrijke thema's. 
Er wordt internationaal samengewerkt in een aantal netwerken: 
- rechtvaardigheid in de wereld
- overwinnen van armoede
- handelsovereenkomsten
- mensenhandel
- aarde, ecologie en biodiversiteit
- aanzetten tot transformatie
- vrouwen uit de Amerika's
- jonge vrouwen met een hogere opleiding

De Graal is een non-gouvernementele organisatie (ngo) met een raadgevende stem bij de Economische en Sociale Raad van de Verenigde Naties (Economic Social Council, ECOSOC) en maakt deel uit van de Commission on the Status of Women (CSW), en diverse andere commissies van de VN.